# De Havilland Ghost
Il de Havilland Ghost (originariamente Halford H-2) fu un motore turbogetto a compressore radiale centrifugo sviluppato dalla britannica de Havilland Engine Company, divisione motoristica e sussidiaria dell'azienda aeronautica de Havilland Aircraft Company, negli anni quaranta.
Fu il secondo progetto di motore turbogetto dell'azienda britannica ad essere avviato alla produzione in serie e offerto sul mercato mondiale. È stato invece, il primo motore a turbina ad entrare in servizio con la compagnia aerea BOAC. Il Ghost è una versione potenziata del modello Goblin, utilizzato per il de Havilland Venom, de Havilland Comet ed il SAAB Tunnan.

## Storia del progetto

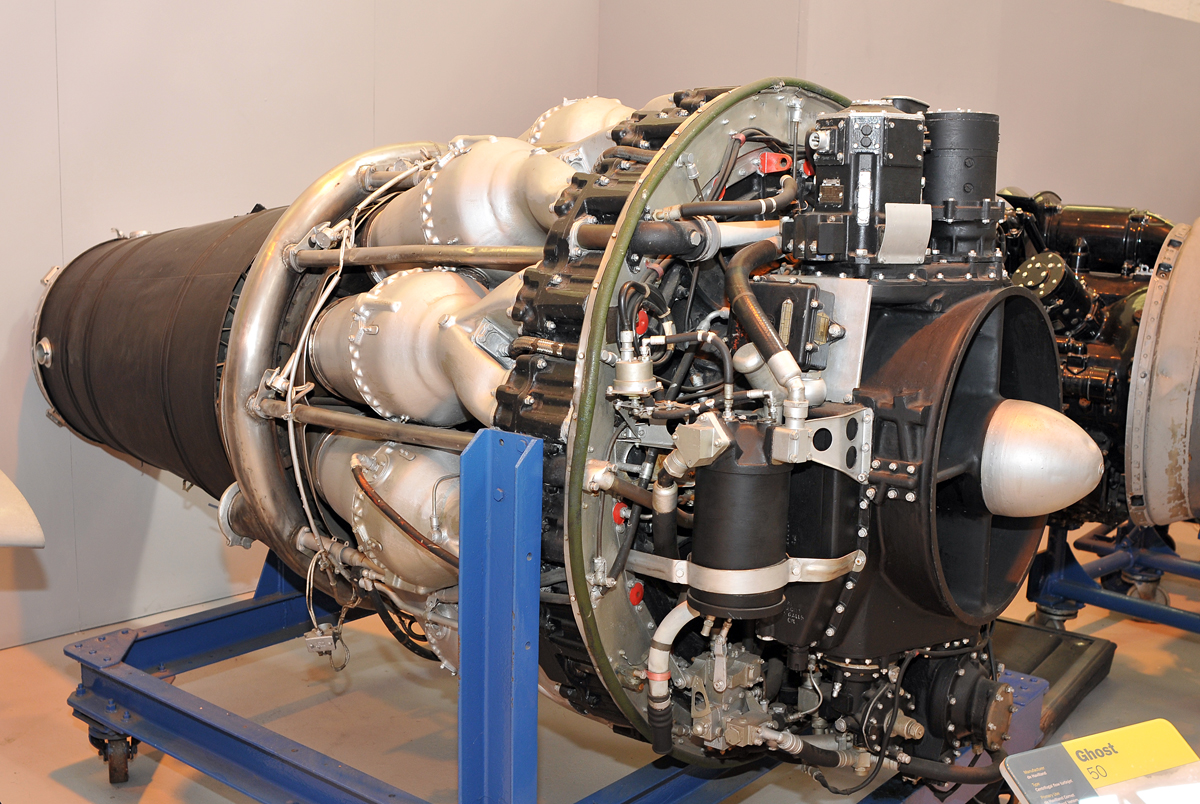
de Havilland Ghost 50 al RAF Museum Cosford

Le origini del Ghost risalgono al periodo in cui la de Havilland cominciò a lavorare su quello che sarebbe diventato il Comet nel 1943. Il primo progetto di Frank Halford, il motore H-1, stava proprio entrando in produzione ed egli riuscì a soddisfare le esigenze di potenza del Comet attraverso un incremento del dimensionamento. Anche la versione H-2 risultante utilizzava dieci camere di combustione tubolare più grandi invece delle sedici più piccole camere di combustione tubolari del Goblin, usando prese d'aria separate per ciascuna camera di combustione alimentando così la combustione con più aria, come se fossero venti condotti ad alimentare il compressore.
Mentre il prototipo stava per essere costruito, de Havilland acquisì l'azienda di Halford trasformandola nella de Havilland Engine Company, ridenominando i motori H-1 e H-2 rispettivamente come Goblin e Ghost.
Il Ghost era già in fase di prova nel 1944, e volò nel 1945, molto prima che il Comet o il Venom fossero pronti al volo. Il Ghost era già stato scelto per il progetto svedese del caccia "JxR", che alla fine è diventato Tunnan. Durante la progettazione del Tunnan, la Svezia ricevette attraverso la Svizzera informazioni sul nuovo progetto tedesco di ala a freccia e riprogettò il velivolo per incorporare questa configurazione alare. Il Tunnan fece il primo volo in questa configurazione nel 1948. Per la versione di produzione del Tunnan, il Ghost venne costruito su licenza da Svenska Flygmotor (divenuta più tardi Volvo Aero) come RM2. Il Ghost venne anche costruito su licenza in Italia da Fiat.
Il successivo utilizzo del Ghost avvenne quando il Comet effettuò il primo volo il 27 luglio 1949. Questo prototipo era motorizzato con il Ghost 50 da    5 000 lbf (22,2 kN), sebbene questa fosse solo una fase provvisoria in attesa dello sviluppo di motori più potenti. La versione finale del velivolo sarebbe stata il Comet 2 motorizzato con il Rolls-Royce Avon, ma questi motori non erano ancora pronti al volo. Al fine di compensare la bassa spinta del Ghost, il Comet era stato alleggerito utilizzando un rivestimento esterno più sottile. Questo assottigliamento del rivestimento esterno fu una delle cause che contribuirono alla terribile serie di incidenti dovuti a fatica. Il Ghost 50 fu prodotto in molte versioni, l'ultima delle quali fu la Ghost 50-Mk.4 montata sul Comet 1XB che fu costruito per testare una nuova tecnica di costruzione della fusoliera al fine di risolvere i problemi del Comet 1.
Durante la fase di sviluppo, la Royal Air Force, aveva fatto richiesta di una versione migliorata del de Havilland Vampire con una più ampia capacità di carico e perciò richiedente un motore di dimensioni maggiori. Il progetto finale fu il Venom, che condivideva molte caratteristiche con il precedente Vampire. Il primo volo del Ghost con il Venom avvenne il 2 settembre 1949. A questo punto il motore aveva già maturato parecchie ore di funzionamento ed era arrivato alla versione Mk.103 da 4 850 lbf (21,6 kN). Il Venom è stato principalmente utilizzato come Cacciabombardiere, con qualche velivolo adattato in configurazione Caccia intercettore notturno. Il Venom fu alla fine scelto dalla Fleet Air Arm come Caccia intercettore, ed è stato largamente usato come de Havilland Sea Venom.

## Versioni
- Ghost 45, da 4 400 lbf (19.7 kN)
- Ghost 48, da 4 850 lbf (21.6 kN)
- Ghost 50 Mk 1, da 5 000 lbf (22.2 kN) a 10 000 rpm con un peso di 2 011 lb (912 kg)[1]
- Ghost 50 Mk 2, da 5 125 lbf (22.8 kN)
- Ghost 103, da 4 850 lbf (21.6 kN)
- Ghost 104, da 4 950 lbf (22.0 kN)
- Ghost 105, da 5 150 lbf (22.9 kN)

## Velivoli utilizzatori
- Avro "Ghost-Lancastrian"
- de Havilland Comet
- de Havilland Venom
- de Havilland Sea Venom
- Saab Tunnan

### Altri utilizzi
- Crusader (speedboat)

### Riviste
- F.C. Sheffeld, The de Havilland Ghost (DGT/50)" (PDF), in Flight, Vol. LI, No. 1989, 6 febbraio 1947.